# دورچستر کالکشن
دورچستر کالکشن (انگلیسی: Dorchester Collection) شرکت مهمان‌نوازی بریتانیایی است، که در سال ۱۹۸۱ تأسیس شد.